# Ion Gârleșteanu
Ion Gârleșteanu (ur.  w 1900, zm. ?) – rumuński rugbysta, brązowy medalista Letnich Igrzysk Olimpijskich 1924 w Paryżu. 
Ion Gârleșteanu rozegrał 4 mecze w kadrze narodowej: 2 z Francją i 1 ze Stanami Zjednoczonymi i 1 z Czechosłowacją. Wszystkie te mecze, oprócz ostatniego, Rumuni przegrali.